# María de Laborda Bachiller
María de Laborda Bachiller, född före 1773, död efter 1804, var en spansk skådespelare och dramatiker.
Inte mycket information är känd om hennes biografi, men det verkar som om hon var dotter till skådespelaren Valentín Laborda och att hon föddes i Carabanchel Bajo, som hennes systrar Francisca och Ventura, som också var aktörer. Hon gjorde sin debut i kringresande teatersällskap före år 1773, då hon var engagerad vid Villanueva de los Infantes. Hon var engagerad vid de kungliga teatrarna i Madrid, Teatro de la Cruz och Teatro del Príncipe, mellan 1775 och 1804. 
Hon är främst känd som pjäsförfattare. Hon skrev pjäsen La dama misterio, capitán marino, i fem akter och i prosa. Det föregås av en prolog där författaren förklarar sitt syfte och där hon framhäver att även kvinnor kan skriva pjäser, även om detta då var sällsynt, studera vetenskaperna och bli berömda under upplysningstiden. Det finns inga uppgifter om huruvida pjäsen uppfördes. 